# Guerre des Plaines centrales
La guerre des Plaines centrales (chinois traditionnel : 中原大戰; chinois simplifié : 中原大战; pinyin : Zhōngyúan Dàzhàn) est une guerre civile qui se déroula en 1930 sur le territoire de la république de Chine et opposa la faction du Kuomintang dirigée par Tchang Kaï-chek à la faction adverse du Guominjun, elle-même alliée à des seigneurs de la guerre. Elle se déroula en parallèle à la guerre civile entre nationalistes et communistes, qui avait débuté en 1927.

## Contexte
Dans les années précédentes, le Kuomintang avait noué des alliances avec plusieurs seigneurs de la guerre chinois, qui avaient progressivement intégré leurs forces à l'Armée nationale révolutionnaire, pour réduire les factions adverses et unifier le pays sous la bannière nationaliste, avant et pendant l'expédition du nord.
En décembre 1928, Zhang Xueliang annonça le ralliement de sa faction armée au gouvernement du Kuomintang. Mais, dès 1929, les relations entre les alliés se tendirent. Tchang Kaï-chek annonça son intention de réorganiser l'armée, ce qui aurait eu pour résultat d'affaiblir les positions des différents chefs militaires. En mars, Li Zongren, Bai Chongxi et Huang Shaohong rompirent avec Tchang. En mai, Feng Yuxiang entra à son tour en conflit avec le gouvernement de Nankin. En novembre, Li Zongren s'allia à Wang Jingwei, rival de Tchang Kaï-chek : tous deux signèrent une déclaration commune dénonçant la politique de Tchang. D'autres chefs militaires, Tang Shengzhi et Zhang Fakui, annoncèrent leur soutien à la coalition anti-Tchang. En février 1930, Yan Xishan, chef militaire du Shanxi, demanda à son tour la démission de Tchang Kaï-chek, qui avait cessé de financer sa faction.

## Affrontement
L'affrontement militaire ouverte éclata en mai 1930. Li Zongren prit la tête des troupes qui attaquèrent dans le Guangxi et le Hunan. Feng Yuxiang déploya ses troupes du Henan vers le Shandong. Yan Xishan dirigea ses troupes à travers le Shanxi pour marcher vers Nankin. Dans le camp de Tchang Kaï-chek, le général Han Fuju stationna ses troupes le long du Yang-tsé-kiang, tandis que Liu Zhi préparait la défense de Xuzhou.
Les affrontements au nord eurent lieu principalement dans le Henan et le Shandong, tandis que les combats au sud se concentraient sur le Changsha et le Hunan.

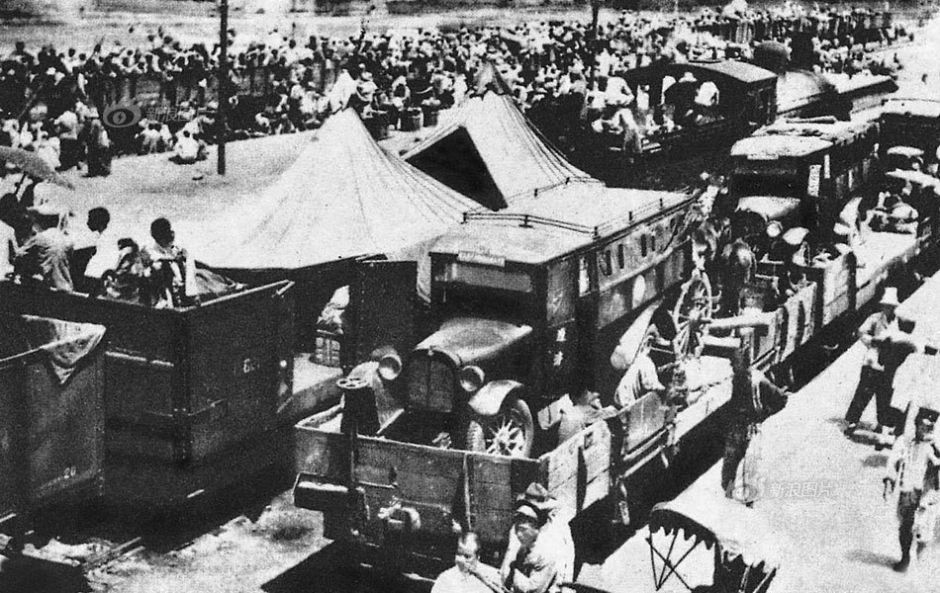
Armée de Tchang Kaï-shek durant la guerre des Plaines centrales, Gare ferroviaire de Liuhe (柳河车站).

Les troupes de Tchang Kaï-chek subirent une défaite en mai dans le Gansu, face à celles de Feng Yuxiang, et Tchang lui-même évita de peu d'être capturé. En août, les troupes de Feng et celles de Yan Xishan réalisèrent une offensive majeure contre Xuzhou, dans une bataille qui se solda par environ 200 000 morts, et durent finalement battre en retraite. Dans le sud, l'armée de Li Zongren parvint à prendre Yueyang, mais fut prise à revers par les troupes de Tchang, et dut évacuer la ville, et finalement se retirer dans le Guangxi.
Yan Xishan prit Jinan le 25 juin, mais l'Armée nationale révolutionnaire lança une contre-offensive majeure, et reprirent la ville le 15 août, tout en enfonçant en août et septembre les positions de Feng Yuxiang.
Le 18 septembre, Zhang Xueliang annonça son soutien à Tchang Kaï-chek. Deux jours plus tard, ses troupes pénétrèrent dans le Hebei. Les troupes de Yan Xishan battirent en retraite, tandis que celles de Feng Yuxiang étaient écrasées. Le 4 novembre, Yan et Feng annoncèrent leur capitulation. Yan se retira à Tianjin, et Feng dut accepter de fondre ses troupes dans l'armée de Tchang.

## Conséquences
Après l'expédition du Nord, Tchang Kaï-chek avait à nouveau prouvé sa capacité à réduire les rébellions par la force, consolidant son emprise sur le Kuomintang et sur la République. Le conflit eut néanmoins de graves conséquences pour le gouvernement chinois. L'économie du pays était au bord de la faillite, et l'armée avait été durement touchée. Le Kuomintang était unifié par la force, mais le conflit n'avait rien fait pour renforcer les solidarités internes au parti. Les troupes de Tchang, occupées par le conflit, perdirent un temps précieux dans leur répression contre le Parti communiste chinois. Le rappel de troupes depuis la Mandchourie avait dégarni la défense de la région, ce qui la laissa relativement vulnérable face à l'invasion japonaise, qui eut lieu l'année suivante.